# Урано Яйої
Яйої Урано (яп. 浦野弥生; нар. 30 березня 1969, Префектура Канаґава) — японська борчиня вільного стилю, шестиразова чемпіонка та срібна призерка чемпіонатів світу, чемпіонка Азії.

## Життєпис
Боротьбою почала займатися з 1988 року.
Виступала за спортивний клуб «Ведмеді» (Університет Альберти, Канада). Тренери — Ікуей Ямамото, Кадзухіто Сакае, Ван Іоаннідіс (з 1996).
З 1990 по 1996 рік вона виграла шість золотих медалей на чемпіонатах світу (плюс одну срібну медаль). Урано успішно перенесла у боротьбу навички бойових мистецтв, які розвинула завдяки дзюдо.
Хоча Яйої втратила свою позицію першого номера світу в 1992 році, вона знову продовжувала перемагати чотири роки поспіль, аж до 1996 року.
На початку 1997 року компанія «Kyotaru», де вона працювала, збанкрутувала. Урано скористався цією можливістю, щоб навчатися за кордоном у Канаді, але умови для тренувань погіршилися, і на чемпіонаті світу 1997 року вона посіла четверте місце, вперше втративши медаль. У 1998 році їй довелося перенести операцію на травмованому коліні, і очікувалося, що вона припинить боротися, але Яйої зуміла повернутся, вигравши Міжнародний чемпіонат Klansman, що проходив у Канаді в листопаді. 　

## Результпти начемпіонатах Японії з боротьби
- 1988 — чемпіонка у ваговій категорії 70 кг
- 1989 — 2-ге місце у ваговій категорії до 70 кг
- 1990 — 2-ге місце у ваговій категорії до 75 кг
- 1991 — чемпіонка у ваговій категорії до 70 кг
- 1992 — чемпіонка у ваговій категорії до 70 кг
- 1993 — чемпіонка у ваговій категорії до 70 кг
- 1994 — чемпіонка у ваговій категорії до 65 кг
- 1995 — чемпіонка у ваговій категорії до 65 кг
- 1996 — чемпіонка у ваговій категорії до 65 кг
- 1997 — чемпіонка у ваговій категорії до 68 кг

## Спортивні результати на міжнародних змаганнях

### Виступи на Чемпіонатах світу
| Змагання                        | Збірна | Вагова категорія          | Місце  |
| ------------------------------- | ------ | ------------------------- | ------ |
| Чемпіонат світу з боротьби 1990 | Японія | жіноча боротьба, до 75 кг | Золото |
| Чемпіонат світу з боротьби 1991 | Японія | жіноча боротьба, до 70 кг | Золото |
| Чемпіонат світу з боротьби 1992 | Японія | жіноча боротьба, до 70 кг | Срібло |
| Чемпіонат світу з боротьби 1993 | Японія | жіноча боротьба, до 70 кг | Золото |
| Чемпіонат світу з боротьби 1994 | Японія | жіноча боротьба, до 65 кг | Золото |
| Чемпіонат світу з боротьби 1995 | Японія | жіноча боротьба, до 65 кг | Золото |
| Чемпіонат світу з боротьби 1996 | Японія | жіноча боротьба, до 65 кг | Золото |
| Чемпіонат світу з боротьби 1997 | Японія | жіноча боротьба, до 68 кг | 4      |

### Виступи на Чемпіонатах Азії
| Змагання                       | Збірна | Вагова категорія          | Місце  |
| ------------------------------ | ------ | ------------------------- | ------ |
| Чемпіонат Азії з боротьби 1996 | Японія | жіноча боротьба, до 65 кг | Золото |